# Thomas Menzl
Thomas Menzl (* 29. Dezember 1966 in Wien) ist ein ehemaliger österreichischer Handballspieler der aktuell im Sportmanagement tätig ist.

## Karriere
Menzl begann im Alter von 12 Jahren, bei Union West Wien, Handball zu spielen. Mit den Wienern gewann der Kreisläufer diverse Jugendmeisterschaften. Im Alter von 22 Jahren beendete Menzl, aufgrund von Rückenbeschwerden, seine Karriere. Ein Jahr später konnte er allerdings vom HC Telekom Margareten zu einem Comeback überzeugt werden. 1992 bekam der Rechtshänder ein Angebot von einem Tiroler Verein, welches aber aufgrund einer Insolvenz nicht zustande kam. 1996 wurde Menzl zu einem Nationalteameinsatz einberufen, bereits 1997 beendete er seine Spieler-Karriere endgültig.
1992 startete Menzl neben seiner Karriere als Spieler seine Tätigkeit im Management vom HC Telekom Margareten der seit 2003 als Handballclub Fivers Margareten auftritt.